# Benjamín Prades
Benjamin Prades Reverte (Alcanar, Tarragona, 26 de outubro de 1983) é um ciclista espanhol membro da equipa Team Ukyo. É irmão do também ciclista profissional Eduard Prades.

## Palmarés
2013 (como amador)
- 1 etapa da Volta a Galiza

2015
- 1 etapa do Tour de Banyuwangi Ijen
- 1 etapa do Tour do Japão
- Tour de Kumano, mais 1 etapa

2016
- 1 etapa do Tour de Banyuwangi Ijen
- 1 etapa do Tour de Flores

2017
- Tour de Taiwán

## Equipas
- Matrix-Powertag (07.03.2014-2015)
- Team Ukyo (2016-)